# 프로테오믹사
프로테오믹사(Proteomyxidea)는 리자리아계 사족충문에 속하는 원생생물 생물 분류군 중의 하나이다. 측계통군으로 알려져 있지만, 정확한 분류를 위해서는 좀 더 연구가 필요하다.

## 하위 분류
- 레티쿨로시다목 (Reticulosida)
- 아콘쿨리다목 (Aconchulinida)
- 프세우도스포라목 (Pseudosporida)